# Swift Peak
Swift Peak är en bergstopp i Antarktis. Den ligger i Västantarktis. Argentina, Chile och Storbritannien gör anspråk på området. Toppen på Swift Peak är 1 000 meter över havet.
Terrängen runt Swift Peak är kuperad åt nordost, men åt sydväst är den platt. Swift Peak är den högsta punkten i trakten. Trakten är obefolkad. Det finns inga samhällen i närheten.